# Штип
Штип (макед. Штип) — крупнейший город в Восточном регионе Северной Македонии, административный центр общины Штип.

## История
Штип один из старейших городов Северной Македонии. Впервые упоминается в I веке н. э. под названием Астибо (от названия древнегреческого города Астиб, др.-греч. Άστιβος). Позже славяне дали ему имя Штип. С IX века город входит в состав болгарского государства.

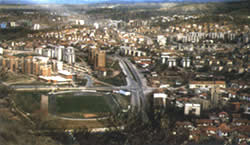
Вид на город

В последующие века контроль над городом неоднократно переходил от болгар к Византии и Сербии (после 1330 года), пока в 1382 не был захвачен Оттоманской империей, под властью которой он остаётся до 1912. Турки дали городу имя Истип (Иштип). В XIX веке Штип становится центром казы в Османской империи. В XIX веке город был центром македонского Возрождения. В 1840-х годах русский славист Виктор Григорович отметил, что местные жители сохранили славянские школы.
По данным болгарского этнографа Васила Кынчова в конце XIX века численность населения Штипа составляла 20 900 человек — 10 900 болгары, 8 700 турки, 800 евреи и 500 цыгане.
В 1912 году, во время Первой Балканской войны город был освобождён болгарской армией, но после Второй Балканской войны, в 1913 году входит в состав Сербии.
27 марта 2007 года был открыт государственный Университет Гоце Делчев.

## Достопримечательности

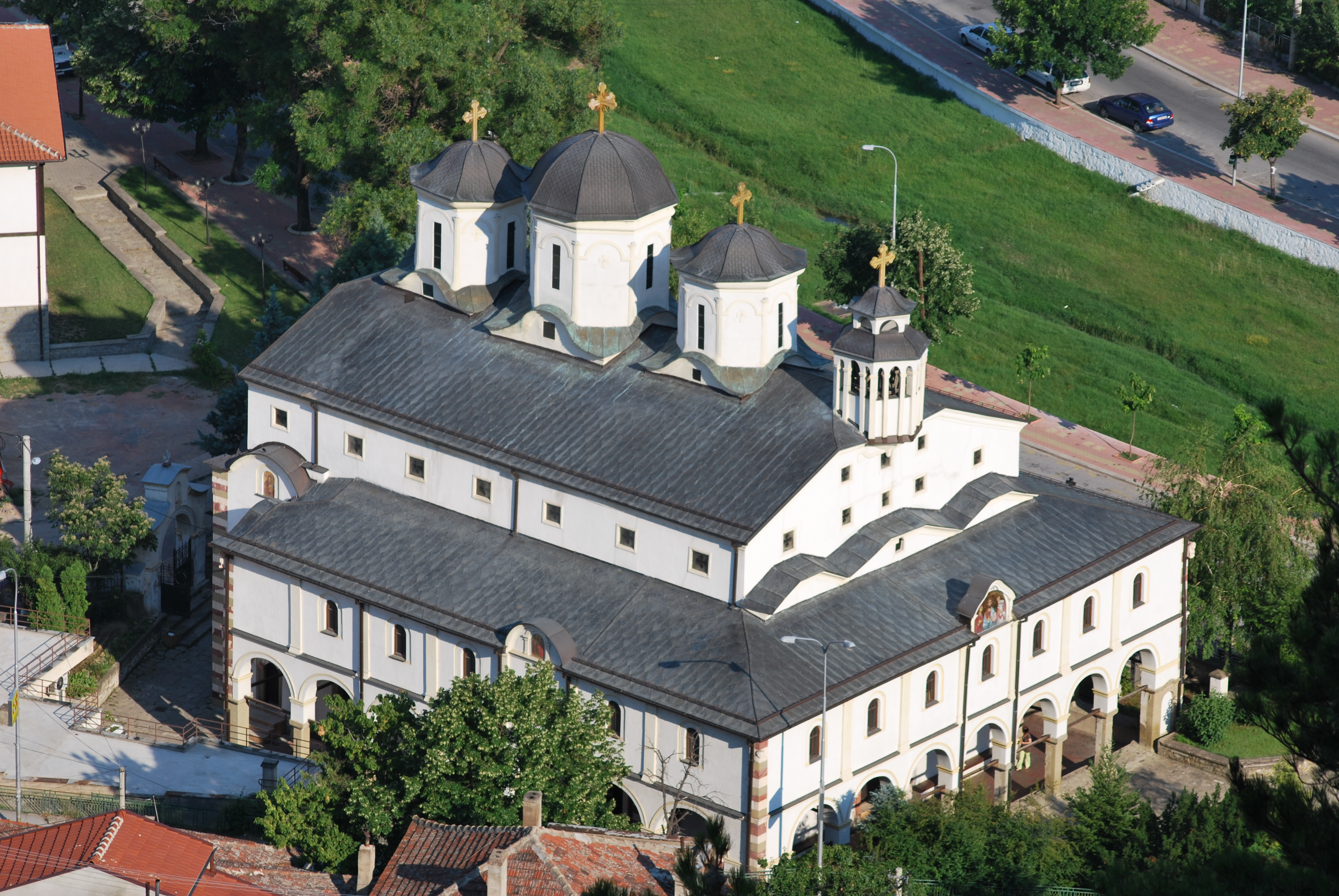
Церковь Святого Николая

- Монастырь Святого Якима Осоговского
- Храм Богородицы в Ново-Село
- Церковь Святого Николая

## Население
Данные переписи 2002 года для общины Штип состоящей 44 населённых пунктов, центром которой является город Штип:
| Община Штип | Всего | Македонцы | Турки | Цыгане | Влахи | Сербы | Албанцы | Босняки | Остальные |
| Всего       | 47796 | 41670     | 1272  | 2195   | 2074  | 294   | 12      | 11      | 265       |
| Женщины     | 23876 | 20935     | 612   | 1039   | 981   | 153   | 4       | 6       | 146       |
| Мужчины     | 23920 | 20735     | 660   | 1156   | 1093  | 144   | 8       | 5       | 119       |

## Родились в Штипе
- Милетич, Любомир (1863—1937) — болгарский славист;
- Балабанов, Александр (1879—1955) — болгарский литературный критик и переводчик;
- Александров, Тодор (1881—1924) — руководитель ВМРО;
- Павлов, Тодор Димитров (1890—1977) — болгарский философ;
- Михайлов, Ванче (1896—1990) — руководитель ВМРО;
- Глигоров, Киро (1917--2012) — первый Президент Македонии (1991—1999);
- Клюсев, Никола (1927—2008) — первый Премьер Македонии (1992);
- Чучков, Эмануил (1901—1967) — член Президиума АСНОМ;
- Михаил (1912—1999) — бывший Архиепископ Охридский и Македонский, глава МПЦ;
- / Апостолский, Михайло (1906—1987) — командир партизанских отрядов;
- Георгиевский, Любчо (1966) — первый председатель ВМРО-ДПМНЕ, с 1998 по 2002 был Премьером Македонии;
- Йордановский, Люпчо (1953) — председатель Партии свободной демократии и бывший председатель Собрания Республики Македонии;
- Кедев, Сашко (1962) — македонский политик.